# کمیسیون بین‌المللی دائمی برای اثبات سلاح‌های کوچک
کمیسیون بین‌المللی دائمی برای اثبات سلاح‌های کوچک (فرانسوی: Commission internationale permanente pour l'épreuve des armes à feu portatives‎)/(انگلیسی: Permanent International Commission for the Proof of Small Arms) با به اختصار سی. آی.پی. (انگلیسی: C.I.P.) یک سازمان بین‌المللی است که استانداردهایی را برای آزمایش ایمنی سلاح گرم تعیین می‌کند. کلمه فرانسوی «قابل حمل» (portatives) در نام این کمیسیون به این واقعیت اشاره دارد که سی.آی.پی. تقریباً به‌طور انحصاری سلاح‌های سبک را آزمایش می‌کند؛ اما معمولاً در ترجمه انگلیسی نام این کمیسیون، کلمه قابل حمل حذف می‌شود. از سال ۲۰۱۵، اعضای آن، دولت‌های ملی ۱۴ کشور هستند که ۱۱ کشور آن، عضو اتحادیه اروپا هستند. سی.آی.پی. تضمین می‌کند که تمام سلاح‌های گرم و مهمات فروخته شده به خریداران غیرنظامی در کشورهای عضو، برای کاربران ایمن است.